# Pierre-Hyacinthe Morice de Beaubois
Pierre-Hyacinthe Morice de Beaubois (Quimperlé, 25 de octubre de 1693 - París, 14 de octubre de 1750) fue un religioso benedictino e historiador francés.

## Biografía
Educado en el colegio de Rennes, hizo el noviciado en la abadía de Saint-Melanie de la misma ciudad y a los veinte años de edad tomó los votos en la Congregación de San Mauro perteneciente a la Orden de San Benito.  Prosiguió sus estudios en la abadía de Saint-Vicent de Le Mans y ejerció algún tiempo como profesor de sus correligionarios en Rennes, hasta que en 1731 fue destinado a la abadía de Blancs-Manteaux de París, donde murió de apoplejía a los 57.  
Dejó escritos: 
- Historie généalogique de la maison de Rohan (inédita). Escrita a instancias del cardenal Armand Gaston Maximilien de Rohan, relata la historia de la casa de Rohan.
- Mémoires pour servir de preuves à l'histoire ecclésiastique et civile de Bretagne, (París, 1742-46), vol. I, vol. II y vol. III.  Historia de Bretaña, encargada por los Estados de Bretaña para completar la que Guy Alexis Lobineau había publicado en 1707. Durante los primeros años de preparación de la obra, Morice contó para ello con la colaboración de su correligionario Jacques Étienne Duval.
- Histoire ecclésiastique et civile de Bretagne (París, 1750-56), vol. I y vol. II. El segundo tomo fue publicado tras su muerte por su colaborador Charles Taillandier.

## Fuentes

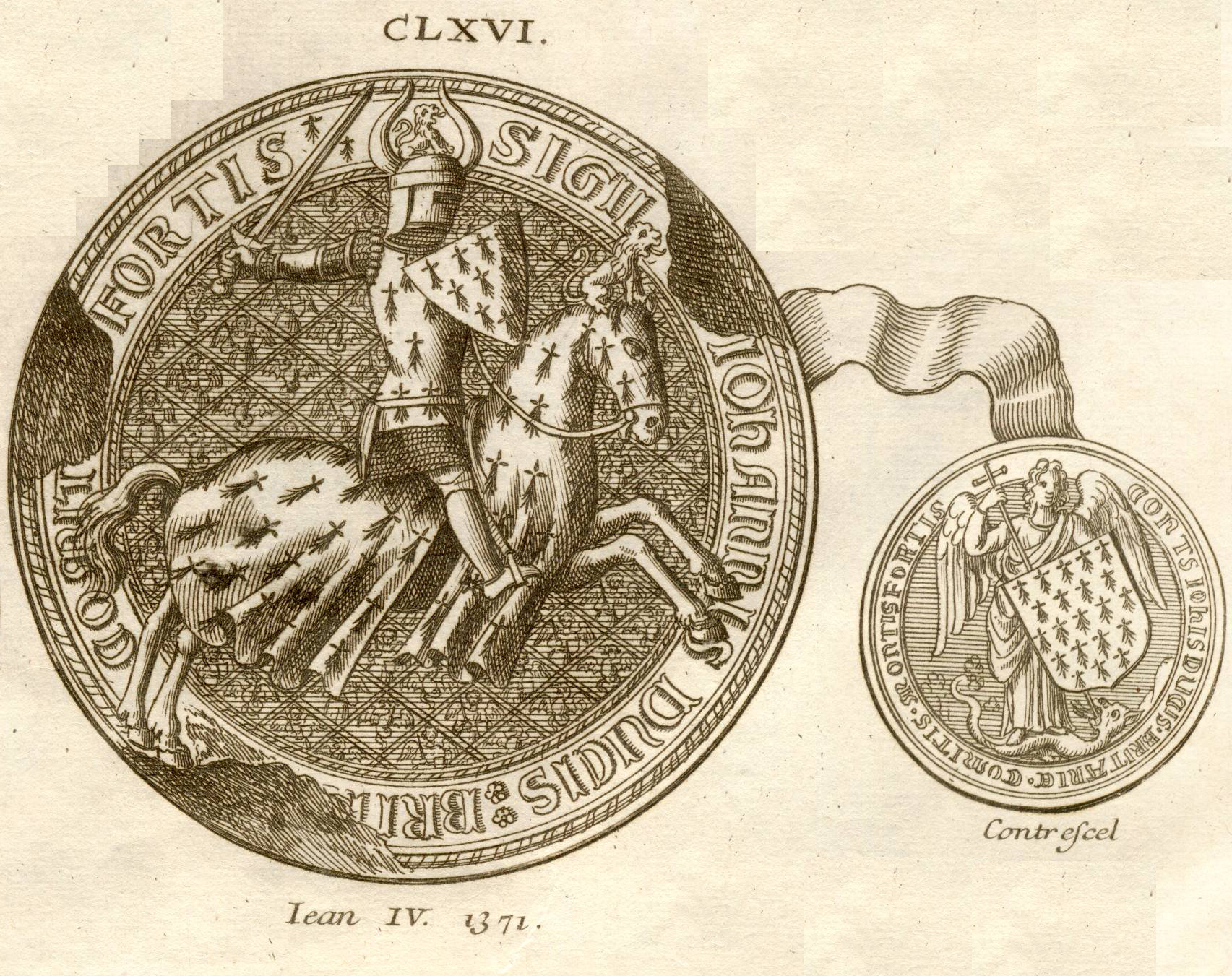
Sello y contrasello de Juan IV de Bretaña, extraído de las Mémoires.